# 島田市歌
「島田市歌」（しまだしか）は、静岡県島田市が制定した市歌である。作詞は制定時の旧版が鶴橋仁作、新設合併後の改訂版が石井昭吉。作曲は歌詞の改訂前から一貫して髙田三郎。
本項では新設合併前に作成された「島田市民の歌」および、前身各自治体の町村歌についても解説する。

## 島田市歌
「島田市歌」は1948年（昭和23年）1月1日の市制施行を記念して歌詞の懸賞募集を行い、入選作品に日本交響楽団指揮者の高田信一が依頼により曲を付けて同年8月1日付で制定された。歌い出しが「大井川 流れはつきず……」で始まるものが旧版である。
1968年（昭和43年）には市制20周年記念事業として後述の「島田市民の歌」および昭和初期からご当地音頭として伝わる「島田音頭」「大井川音頭」の計4曲を収録したソノシートが製造された。また、1979年（昭和54年）には全日本吹奏楽コンクールで創部以来2度目の金賞を受賞した島田第二中学校の演奏により東邦音楽大学教授の辰野勝康が編曲した吹奏楽バージョンをA面、鳥居秀男のバリトン独唱をB面に収録したシングル盤が製造されている。
歌詞と楽譜は1973年（昭和48年）に刊行された『島田市史』下巻の口絵部分に「島田市民の歌」と併せて掲載されている。

### 歌詞の改訂
（旧）島田市は平成の大合併で榛原郡金谷町との新設合併に際し、合併協議会で「合併後、新市において制定する」として両市町の市歌と町歌を廃止することで合意し、2005年（平成17年）5月5日の（新）島田市発足時に失効扱いとなり一旦廃止された。
新設合併後、協定項目に基づいて市歌の取り扱いについて検討を行った結果、廃止された「島田市歌」の旋律を継承して新規に歌詞を付ける方針となり、改めて歌詞を募集したところ愛知県岡崎市からの応募作が採用される。その後に編曲と録音作業を経て2011年（平成23年）1月9日に歌詞を一新した「島田市歌」が改めて制定され、発表演奏が行われた。歌い出しが「大井川 歴史伝えて……」で始まるものが現行の新版である。
市役所地域づくり課では希望者にCDを無償で配布しており、市内の公民館で市歌をBGMにした市民体操「しまだ市っ歌り元気体操」の普及活動を行っている。

## 島田市に関連するその他の楽曲
新設合併前の（旧）島田市および、前身町村に関連する楽曲として以下のものが存在する。

### 島田市民の歌
「島田市民の歌」（しまだしみんのうた）は1958年（昭和33年）に市制施行10周年を記念して作られた市民愛唱歌である。作詞は市役所の職員であった谷村茂、作曲は川口雅功。島田市・金谷町合併協議会では市歌と異なり確認の対象に含まれず、新設合併に伴い失効した。
歌詞と楽譜は『島田市史』下巻の口絵部分に「島田市歌」旧版と併せて掲載されている。

### 旧町村歌
大津村歌
「大津村歌」（おおつそんか）は1955年（昭和30年）に島田市へ編入された志太郡大津村の村歌である。作詞・中川栄、作曲・原田彦四郎。歌詞は『島田歌謡集』に収められているが、楽譜は掲載されていない。
金谷町の歌
「金谷町の歌」（かなやちょうのうた）は、1957年（昭和32年）10月1日に金谷村と五和村の新設合併により金谷町が成立したことを記念して制定された。作詞・町歌制定委員会、作曲・柏木俊夫。歌詞と楽譜は2005年（平成17年）に刊行された閉町記念誌に収録されている。
川根町歌
「川根町歌」（かわねちょうか）は、2008年（平成20年）に島田市へ編入合併された榛原郡川根町の町歌である。ただし、作成に際しては制定告示を行わなかったとみられ、島田市との合併協定項目では「町歌 なし」とされている。